# 米哈伊洛-亞歷山德里夫卡
47°16′20″N 30°42′46″E / 47.27222°N 30.71278°E

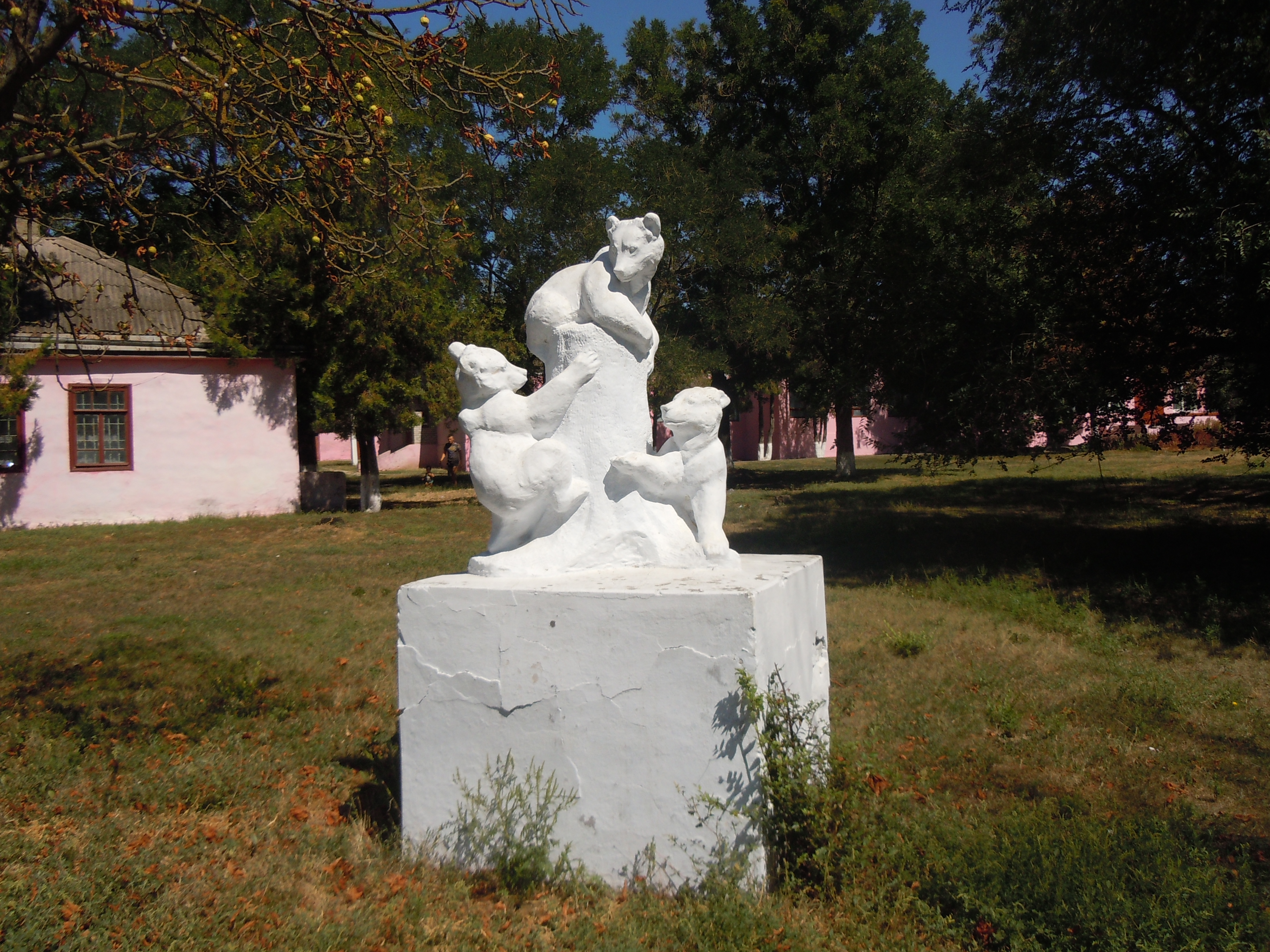

米哈伊洛-亞歷山德里夫卡（烏克蘭語：Михайло-Олександрівка）是位於烏克蘭西南部的村莊，由敖德萨州贝雷济夫卡区的貝雷濟夫卡市鎮負責管轄。該村始建於1860年，面積3.21平方公里，海拔高度15米，2001年人口593，人口密度每平方公里184.68人。